# Perfect Sound Forever
Perfect Sound Forever è un disco pubblicato dal gruppo indie rock statunitense Pavement per l'etichetta discografica di Chicago Drag City. Le canzoni di questo disco saranno disponibili in seguito nella compilation Westing (by Musket and Sextant).

## Formazione
- Stephen Malkmus - voce, chitarra
- Scott Kannberg - chitarra, voce
- Mark Ibold - basso
- Gary Young - batteria
- Bob Nastanovich - percussioni

## Tracce
1. Heckler Spray – 1:06
2. From Now On – 2:04
3. Angel Carver Blues/Mellow Jazz Docent – 2:30
4. Drive-by Fader – 0:28
5. Debris Slide – 1:57
6. Home – 2:24
7. Krell Vid-User – 1:27